# تحوتموس یکم
تحوتموس یکم سومین فرعون دودمان هجدهم مصر باستان بود که میان سال‌های ۱۵۰۶ تا ۱۴۹۳ پیش از میلاد مسیح فرمانروایی می‌کرد. او پس از شاه آمنهوتپ یکم به پادشاهی رسید. در طول فرمانروایی‌اش، او به مناطق درونی نوبی لشکرکشی کرد و مرزهای جنوبی مصر را به گسترده‌ترین و دورترین نقاط در تاریخ این کشور برد. او همچنین معابد بسیاری در مصر ساخت و آرامگاه خود را نیز در دره پادشاهان بنا کرد. او نخستین شاهی است که دره پادشاهان را برای ساختن آرامگاه برگزید و شاهان پس از او این سنت را ادامه دادند.
پس از او دو فرزندش تحوتموس دوم و شهبانو حتشپسوت به ترتیب به تاج و تخت رسیدند.

## خانواده
نام پدر تحوتموس یکم مشخص نیست با این حال باور بر این است که پدر او آمنهوتپ یکم بوده. مادر تحوتموس سن‌سنب نام داشته و از خاندانی پادشاهی نبوده یا آنکه از همسران دون‌پایه شاه بوده.
همسران تحوتموس یکم شهبانویان اهمسه و موت‌نوفرت بودند. او از اهمسه پسری به نام آمن‌موسه به دست آورد. تصویر او در سنگ‌نگاره‌ای دیده می‌شود در حالی که در چهارمین سال پادشاهی تحوتموس در حال شکار در نزدیکی ممفیس است. او بعدها "فرمانده اعظم پدر خویش" شد. به نظر می‌آید که او این مقام را پیش از مرگ دریافت کرده باشد.
او پسر دیگری به نام واجموسه و دو دختر به نام‌های حتشپسوت و نفروبیتی از اهمسه داشت. واجموسه پیش از پدرش مرد و نفروبیتی در کودکی درگذشت. تحوتموس دوم نیز از موت‌نوفرت به دنیا آمد که جانشینی پدر را به دست آورد و با حتشپسوت ازدواج کرد.

## دوران
نخستین سال فرمانروایی توتمس یکم با لشکرکشی‌های نیرومندانه به سودان آغاز شد. در سال دوم او نخست شورشی در نوبه را، که توسط شاهزاده‌ای نوبیایی آغاز شده بود، فرونشاند. آن گونه که سنگ‌نگاره‌ای در نزدیکی آبشار سوم و نیز سنگ‌نبشته‌ای در اسوان که در هنگام بازگشت ارتش نگاشته شد نشان می‌دهند، او جسد شاهزاده یاغی را که خود در نبرد کشته بود بر جلوی کشتی خود آویزان کرد. سنگ‌نبته دیگری در کورگس می‌نویسد که او تا اعماق نوبه پیش رفت و مردمان سیاه را برای کار در معدن‌های طلا در مناطقی که توسط مصر فتح شده بودند به بردگی گرفت.
توتموس یکم در خاک آسیا نیز فتوحات گسترده‌ای داشت؛ حمله او به خاک سوریه نیز - که به احتمال زیاد در سال چهارم یا پنجم پادشاهیش روی داد - بنا بر سنگ‌نبشته‌ها به دلیل انتقام در برابر حملات اهریمنی از سوی آن مردمان بوده‌است. او ارتش خود را تا شمال میان‌رودان پیش برد و سنگ یادبود پیروزی‌ای در کنار رود فرات نصب کرد. او سپس در منطقه شهر سوری نیجا به شکار فیل پرداخت. دختر او حتچپسوت بعدها عاج این فیل‌ها را به خدای آمون تقدیم کرد؛ کاری که از دیوارنگارهٔ معبد-آرامگاه او در دیر البحری مشخص شده.

## نگارخانه

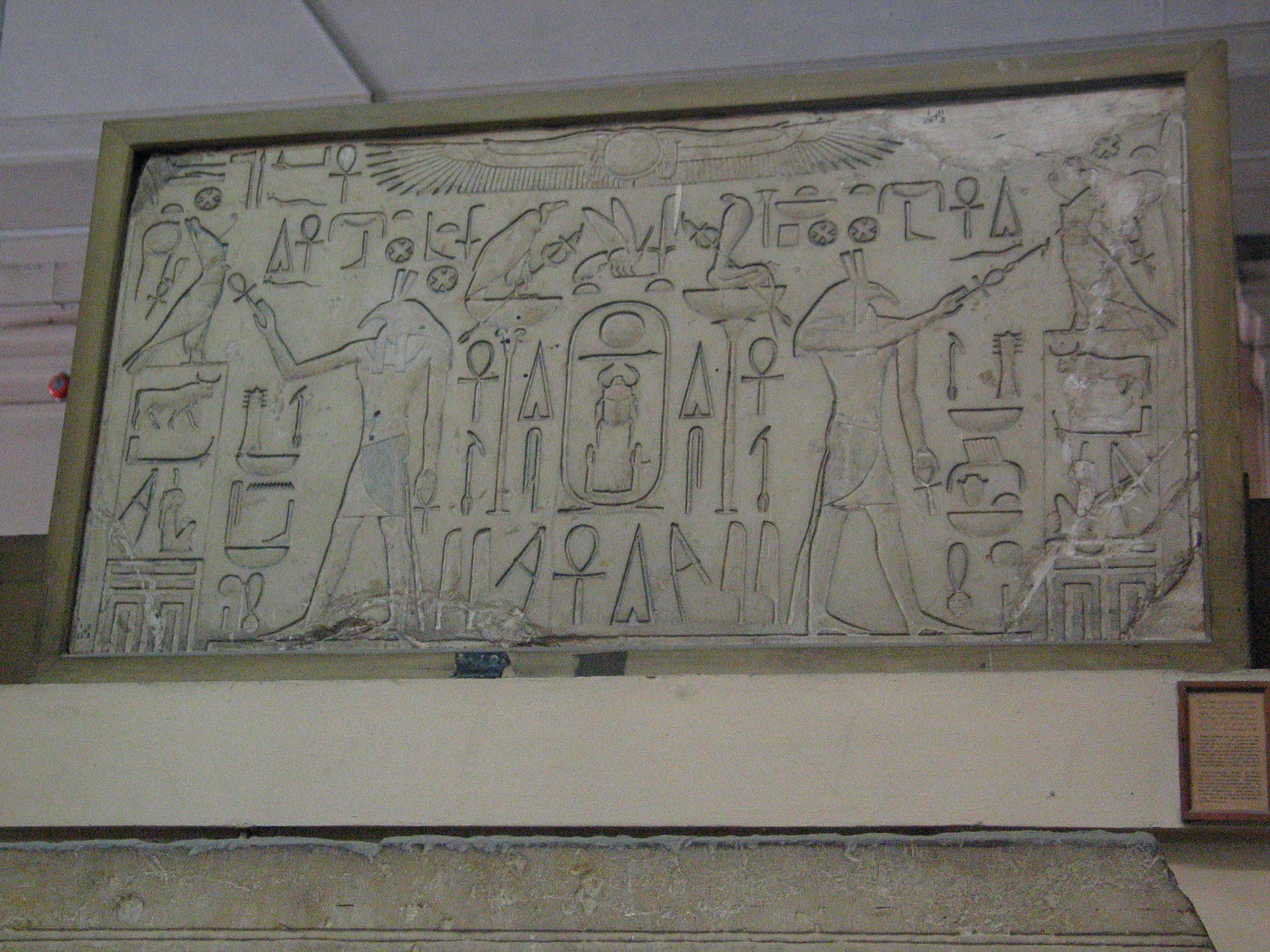
سنگ یادبود توتمس یکم، موزه مصر
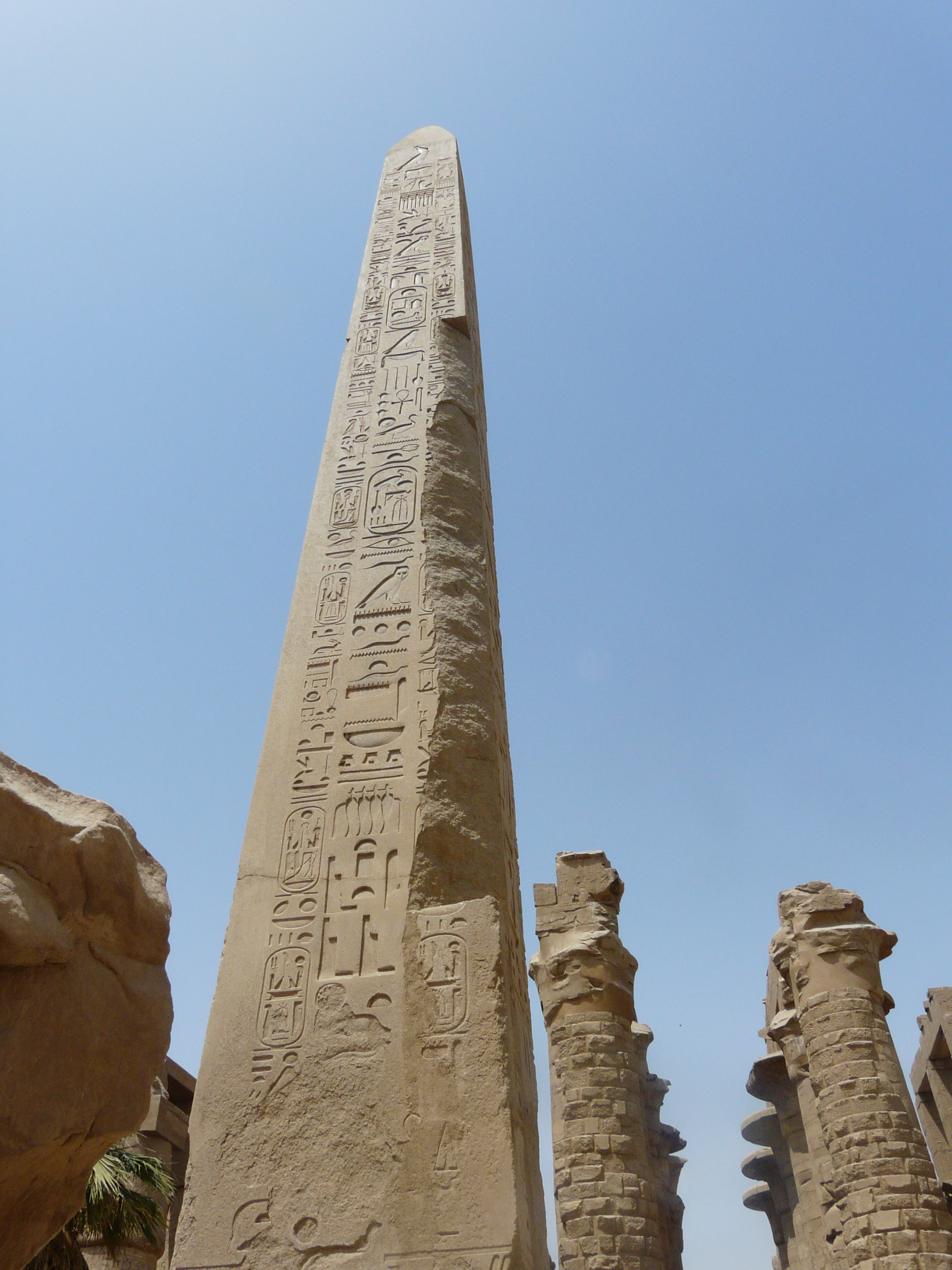
ابلیسک ساخته شده توسط توتمس یکم در کارناک
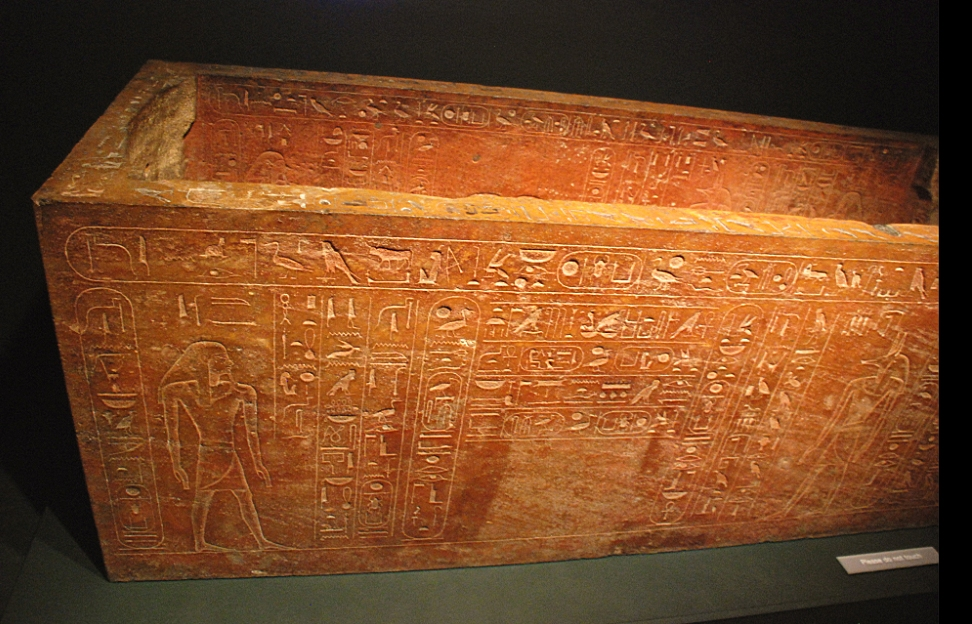
تابوت از جنس کوارتز که توسط حتچپسوت برای پدرش توتمس یکم ساخته شده تا او دوباره به خاک سپرده شود، موزه هنرهای زیبای بوستون
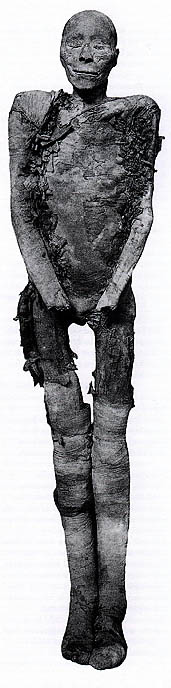
مومیایی که اغلب به توتمس یکم نسبت داده می‌شود ولی احتمال دارد برای شاهزاده اهمسه ساپیر باشد